# Emmanuel Gyamfi (Fußballspieler, 2004)
Emmanuel Gyamfi (* 23. Juli 2004 in Hemer) ist ein deutscher Fußballspieler. Ab Juli 2025 steht Gyamfi beim FC Aberdeen unter Vertrag. Er kann als linker Außenverteidiger, aber auch im linken Mittelfeld eingesetzt werden.

## Leben
Gyamfi wurde am 23. Juli 2004 in Hemer geboren. Sein Bruder Derick Gyamfi spielt ebenfalls Fußball.

## Vereinskarriere

### Anfänge
Gyamfi begann 2010 das Fußballspielen bei der VfR 08 Oberhausen, wo er bis 2013 blieb. Ab Juli 2013 bis Jahresende, kickte er in der Jugendabteilung des VfB Speldorf, ehe er sich im Januar 2014 der SG Essen-Schönebeck anschloss. Bei den Essenern blieb er bis 2017. Danach folgte bis 2019 ein zweijähriges Engagement in der Jugendabteilung der Fortuna Düsseldorf. 2019 wechselte er in die Knappenschmiede, das Nachwuchsleistungszentrum des FC Schalke 04. Bei den Königsblauen durchlief er die B- und A-Jugend. Ab dem 1. Juli 2023 stand er im Kader des FC Schalke 04 II, der in der Fußball-Regionalliga West antrat. Am Ende der Saison konnte die Mannschaft den fünften Platz erreichen. Am 16. Mai 2024 wurde bekannt, dass Gyamfi einen Lizenzspielervertrag beim FC Schalke 04 bis zum 30. Juni 2028 unterschrieben hat.

### VVV-Venlo
Am 26. Juni 2024 gab der FC Schalke bekannt, dass Gyamfi gemeinsam mit Paul Pöpperl an die VVV-Venlo, einem der Partnervereine des FC Schalke 04, verliehen wird. Er gab am 10. August 2024, dem ersten Spieltag der Saison 2024/25, beim 1:1-Unentschieden gegen ADO Den Haag sein Profidebüt. In den nächsten Spielen folgten Kurzeinsätze, ehe er am sechsten Spieltag gegen den FC Utrecht II über die volle Distanz zum Einsatz kam. Für Aufsehen sorgte er, als er am elften Spieltag bei der Heim-Niederlage gegen den FC Dordrecht in der 13. Minute ein Eigentor erzielte und in der 22. Minute aufgrund einer Notbremse mit einer roten Karte des Feldes verwiesen wurde. Am 29. Oktober 2024 gab er in der ersten Runde des KNVB-Pokals sein Pokalspieldebüt. Mit einer 2:1-Auswärtsniederlage unterlag man Excelsior Rotterdam. 

### FC Aberdeen
Nach seiner Leihe nach Venlo kehrte er zur Saison 2025/26 nicht zum FC Schalke 04 zurück, sondern wechselte zum schottischen Erstligisten FC Aberdeen.